# Arboledas
Arboledas là một khu tự quản thuộc tỉnh Norte de Santander, Colombia. Thủ phủ của khu tự quản Arboledas đóng tại Arboledas Khu tự quản Arboledas có diện tích #449# ki lô mét vuông. Đến thời điểm ngày 28 tháng 5 năm 2005, khu tự quản Arboledas có dân số #10026# người.